# Pierre Izard (homme politique)
Pour les articles homonymes, voir Pierre Izard.
 (mai 2019).
Si vous disposez d'ouvrages ou d'articles de référence ou si vous connaissez des sites web de qualité traitant du thème abordé ici, merci de compléter l'article en donnant les références utiles à sa vérifiabilité et en les liant à la section « Notes et références ».
Pierre Izard, né le 11 juillet 1935 à Villefranche-de-Lauragais (Haute-Garonne), est un homme politique français, membre du Parti socialiste. Il présida le conseil général de la Haute-Garonne et sa Commission permanente.

## Biographie
Pierre Izard est le fils de Paul Izard, médecin, et de Lina de Napoli. Il est élève du collège jésuite du Caousou puis du Lycée Pierre-de-Fermat. Il commence des études de médecine en 1954, à la Faculté de médecine de Toulouse, et en ressort médecin pédiatre en 1966, il exerce la pédiatrie à Toulouse jusqu'en 1988. Remarié à Catherine Izard, infirmière à la retraite, ils n’ont pas eu d’enfants ensemble.

## Carrière politique
- 1967-2015 : Conseiller général du canton de Villefranche-de-Lauragais
- 1971-2001 : Maire de Villefranche-de-Lauragais
- 1971- 2009 : Président du Syndicat intercommunal à vocations multiples (32 communes)
- 1993- 2020 : Président du syndicat départemental d'électricité de la Haute-Garonne
- 1986- 2020 : Président du Centre de gestion de la fonction publique territoriale
- 1988-2015 : Président du conseil général de la Haute-Garonne
- 1988-2015 : Président de l'Agence technique d'aide aux collectivités locales de la Haute-Garonne
- 1988-2015 : Président du conseil d'administration du Centre hospitalier Gérard Marchant, à Toulouse
- 1988-2015 : Président du conseil d'administration du Service départemental d'incendie et de secours
- 1991- 2015 : Président du syndicat mixte de l'environnement de la Haute-Garonne
- 2001- 2020 : 1er adjoint au maire de Villefranche-de-Lauragais (pour se conformer à la loi sur le non-cumul des mandats)
- 2010-2015 : Président et fondateur de Réseau31, Syndicat mixte de l'eau et de l'assainissement de Haute-Garonne (SMEA)
- Président du Syndicat mixte Eurocentre jusqu'en 2015
- Vice-président de l'Assemblée des départements de France (ADF) jusqu'en 2015